# Più forte
Più forte è un singolo della cantautrice italiana Dolcenera, pubblicato il 15 marzo 2019.

## Descrizione
Il singolo scritto, arrangiato e prodotto dalla stessa Dolcenera, presenta come tematica principale l'amore, raccontato con riferimento alla superiorità del sentimento archetipico dinanzi agli uomini.

A proposito del brano, l'artista ha dichiarato:

## Tracce
Download digitale
Testi e musiche di Dolcenera.
1. Più forte – 3:35

## Video musicale
Il videoclip, diretto da Gabriele Surdo, è stato pubblicato il 16 marzo 2019 sul canale Vevo-YouTube della cantante.

## Classifiche
| Classifica (2019)         | Posizione massima |
| ------------------------- | ----------------- |
| Italia (airplay italiane) | 14                |